# Kírra
Kírra är en ort i Grekland.   Den ligger i prefekturen Fokis och regionen Grekiska fastlandet, i den centrala delen av landet, 120 km väster om huvudstaden Aten. Kírra ligger 2 meter över havet och antalet invånare är 1 348.
Terrängen runt Kírra är kuperad åt sydväst, men åt nordost är den bergig. Havet är nära Kírra åt sydväst.  Närmaste större samhälle är Itéa, 2,2 km väster om Kírra. 